# Wybory parlamentarne w Holandii w 1989 roku

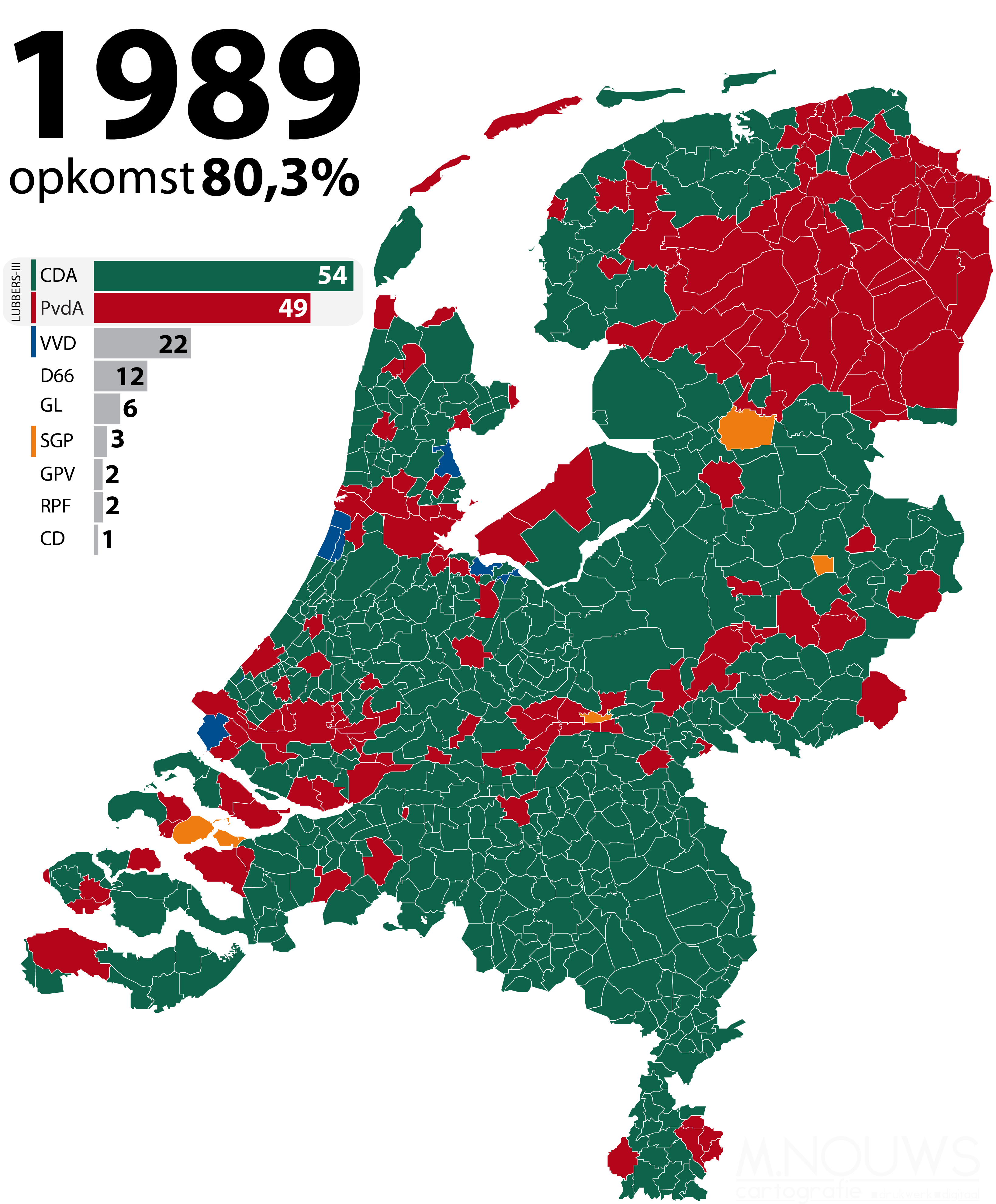
Wybory 1989, wyniki w gminach. Zielonym kolorem zaznaczono miejsca, w których zwyciężył CDA, czerwonym PvdA, niebieskim VVD, pomarańczowym SGP

Wybory parlamentarne w Holandii w 1989 roku zostały przeprowadzone 6 września 1989 r.. W ich wyniku Holendrzy wybrali 150 posłów do Tweede Kamer, niższej izby Stanów Generalnych. Frekwencja wyborcza wyniosła 80,27%. Wybory zakończyły się ponownym zwycięstwem Apelu Chrześcijańsko-Demokratycznego, a na stanowisku premiera pozostał Ruud Lubbers.

## Wyniki wyborów
| Partia                                       | Głosy     | %     | Mandaty | Zmiana |
| -------------------------------------------- | --------- | ----- | ------- | ------ |
| Apel Chrześcijańsko-Demokratyczny            | 3 135 056 | 35,32 | 54      | -      |
| Partia Pracy                                 | 2.832.739 | 31,91 | 49      | -3     |
| Partia Ludowa na rzecz Wolności i Demokracji | 1 290 427 | 14,54 | 22      | -5     |
| Demokraci 66                                 | 700 538   | 7,89  | 12      | +3     |
| GroenLinks                                   | 361 324   | 4,07  | 6       | +6     |
| Polityczna Partia Protestantów               | 165 918   | 1,87  | 3       | -      |
| Gereformeerd Politiek Verbond                | 109.458   | 1,23  | 2       | +1     |
| Reformatorska Federacja Polityczna           | 85 081    | 0,96  | 1       | -      |
| Centrum Democraten                           | 81 337    | 0,92  | 1       | +1     |
| Pozostałe                                    | 114 636   | 1,31  | 0       | -      |
| Głosy nieważne i puste                       | 26 389    | 0,3   | 0       | -      |
| Razem                                        | 8 902 903 | 100   | 150     | 0      |